# Diane Parry
Pour les articles homonymes, voir Parry.
Diane Parry, née le 1er septembre 2002 à Nice, est une joueuse de tennis française professionnelle depuis 2019.

## Carrière junior
Entraînée au tennis club de Boulogne-Billancourt (TCBB), Diane Parry obtient ses premiers résultats significatifs dans les catégories juniors en 2018 en remportant en avril le Trophée Juan Carlos Ferrero à Villena en Espagne, Grade 1, puis la Yucatán Cup, Grade A à Mérida au Mexique. Demi-finaliste à l'Orange Bowl, elle termine la saison à la 11e place.
En 2019, elle remporte le tournoi Grade 1 de Criciúma au Brésil en février et réalise son meilleur résultat en Grand Chelem en atteignant les demi-finales à Wimbledon. Fin octobre, elle s'impose à la Osaka Mayor's Cup Grade A et devient no 1 mondiale. Elle enchaîne avec le titre au Masters de Chengdu contre la no 2, l'Ukrainienne Daria Snigur,.
Elle devient championne du monde junior 2019, succédant à sa compatriote et partenaire de double Clara Burel.

## Carrière professionnelle

### 2017
Elle réalise sa première performance en double sur le circuit professionnel en participant au tournoi de Roland-Garros avec Giulia Morlet. Elles perdent au premier tour contre les têtes de séries no 13 Kiki Bertens et Johanna Larsson.
Elle remporte son premier tournoi en double sur le circuit ITF à Hammamet en Tunisie avec Yasmine Mansouri.

### 2018
Elle réalise sa première performance en simple sur le circuit professionnel en 2018 lorsque, détentrice d'une invitation et non classée à la WTA, elle élimine la Croate Jana Fett en qualifications à Roland-Garros.

### 2019
Elle participe pour la première fois au tableau principal de Roland-Garros en simple. Elle s'y distingue en éliminant Vera Lapko au premier tour (6-2, 6-4), devenant ainsi la plus jeune joueuse depuis 10 ans à remporter un match dans le tournoi, avant de s'incliner face à Elise Mertens (6-1, 6-3). En double, associée à sa compatriote Fiona Ferro, elle atteint les huitièmes de finale.

### 2020. Titre ITF
Elle remporte son premier tournoi en simple sur le circuit ITF à Antalya en Turquie.

### 2021. Premier titre WTA 125
Diane Parry remporte trois tournois supplémentaires sur le circuit ITF à Périgueux en France, à Turin en Italie et à Séville en Espagne.
En novembre, elle atteint sa première finale en catégorie WTA 125 au tournoi de Buenos Aires où elle perd (3-6, 3-6) face à Anna Bondár. Deux semaines plus tard, elle remporte son premier tournoi dans cette catégorie à Montevideo face à Panna Udvardy (6-3, 6-2).

### 2022. Belle performance à Roland-Garros
Parry fait sensation au premier tour de Roland-Garros, en battant la numéro 2 mondiale et tenante du titre Barbora Krejčíková (1-6, 6-2, 6-3), elle confirme cet exploit en dominant la Colombienne Camila Osorio en deux sets (6-3, 6-3) au 2e tour. Elle est éliminée au 3e tour (6-2, 6-3) par l’Américaine Sloane Stephens.
Elle confirme le mois suivant à Wimbledon en battant tour à tour, l'Estonienne Kaia Kanepi (6-4, 6-4) puis la Japonaise Mai Hontama, issue des qualifications (6-3, 6-2). Elle finit par être éliminée au 3e tour, par la future finaliste, la Tunisienne Ons Jabeur (6-2, 6-3).
Le 29 août 2022, à la suite du tournoi de Granby (Canada), ou elle atteint la demi-finale, éliminée par la Russe Daria Kasatkina (6-2, 6-0), elle devient 58e au classement WTA, le meilleur classement de sa carrière,,,.

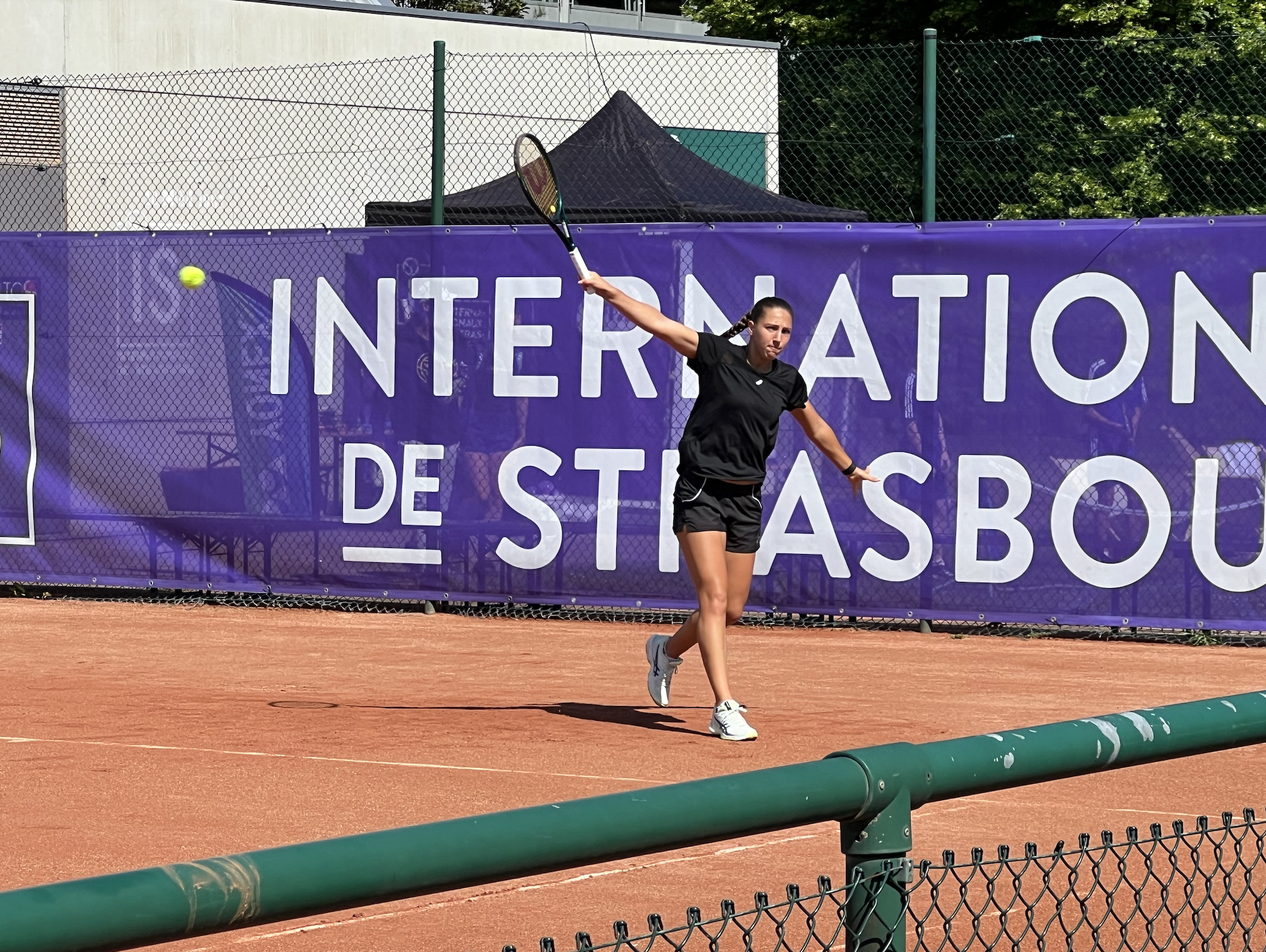
Parry à l'entraînement en revers aux Internationaux de Strasbourg en 2024.

### 2023. Deuxième titre WTA 125 à Paris
Mi-mai, elle remporte le trophée du tournoi Paris Lagardère en éliminant sa compatriote invitée Séléna Janicijevic (1-6, 6-2, 6-4), la Chinoise Yuan Yue (6-2, 6-3) et les têtes de série numéro quatre Linda Nosková (7-5, 6-2) et deux Varvara Gracheva (6-0, 6-2). Elle profite du forfait de l'Américaine Catherine McNally en finale pour remporter sans jouer son deuxième WTA 125.

### 2025: Seizième de finale à Wimbledon
Après être sorti des qualifications de Wimbledon, elle réalise l'exploit d'éliminer la numéro 12 mondiale Diana Shnaider au deuxième tour. Elle s'incline au tour suivant contre la britannique Sonay Kartal.

## Palmarès

### Titres en double dames
| No | Date       | Nom et lieu du tournoi        | Catégorie | Dotation  | Surface      | Partenaire   | Finalistes                    | Score    |          |
| -- | ---------- | ----------------------------- | --------- | --------- | ------------ | ------------ | ----------------------------- | -------- | -------- |
| 1  | 20-02-2023 | Merida Open Akron Mérida      | WTA 250   | 259 303 $ | Dur (ext.)   | Caty McNally | Wang Xinyu Wu Fang-hsien      | 6-0, 7-5 | Parcours |
| 2  | 24-07-2023 | Ladies Open Lausanne Lausanne | WTA 250   | 259 303 $ | Terre (ext.) | Anna Bondár  | Amina Anshba Anastasia Dețiuc | 6-2, 6-1 | Parcours |

### Finale en double dames
| No | Date       | Nom et lieu du tournoi              | Catégorie | Dotation  | Surface      | Vainqueures                       | Partenaire   | Score            |          |
| -- | ---------- | ----------------------------------- | --------- | --------- | ------------ | --------------------------------- | ------------ | ---------------- | -------- |
| 1  | 10-06-2024 | Rothesay Open Nottingham Nottingham | WTA 250   | 267 082 $ | Gazon (ext.) | Gabriela Dabrowski Erin Routliffe | Harriet Dart | 5-7, 6-3, [11-9] | Parcours |

### Titres en simple en WTA 125
| No | Date       | Nom et lieu du tournoi      | Catégorie | Dotation  | Surface      | Finaliste         | Score    |          |
| -- | ---------- | --------------------------- | --------- | --------- | ------------ | ----------------- | -------- | -------- |
| 1  | 15-11-2021 | Montevideo Open, Montevideo | WTA 125   | 115 000 $ | Terre (ext.) | Panna Udvardy     | 6-3, 6-2 | Parcours |
| 2  | 15-05-2023 | Trophée Clarins, Paris      | WTA 125   | 115 000 $ | Terre (ext.) | Catherine McNally | Forfait  | Parcours |

### Finales en simple en WTA 125
| No | Date       | Nom et lieu du tournoi       | Catégorie | Dotation  | Surface      | Vainqueure     | Score         |          |
| -- | ---------- | ---------------------------- | --------- | --------- | ------------ | -------------- | ------------- | -------- |
| 1  | 01-11-2021 | Argentina Open, Buenos Aires | WTA 125   | 115 000 $ | Terre (ext.) | Anna Bondár    | 6-3, 6-3      | Parcours |
| 2  | 13-11-2023 | LP Open by IND, Colina       | WTA 125   | 115 000 $ | Terre (ext.) | Sára Bejlek    | 6-2, 6-1      | Parcours |
| 3  | 04-12-2023 | Montevideo Open, Montevideo  | WTA 125   | 115 000 $ | Terre (ext.) | Renata Zarazúa | 7-5, 3-6, 6-4 | Parcours |

## Parcours en Grand Chelem

### En simple dames
| Année | Open d'Australie | Open d'Australie    | Internationaux de France | Internationaux de France | Wimbledon       | Wimbledon    | US Open         | US Open           |
| ----- | ---------------- | ------------------- | ------------------------ | ------------------------ | --------------- | ------------ | --------------- | ----------------- |
| 2018  | —                | —                   | Q2                       | Rebecca Šramková         | —               | —            | —               | —                 |
| 2019  | —                | —                   | 2e tour (1/32)           | Elise Mertens            | —               | —            | 1er tour (1/64) | Kristýna Plíšková |
| 2020  | Q1               | Ysaline Bonaventure | 1er tour (1/64)          | Polona Hercog            | Annulé          | Annulé       | —               | —                 |
| 2021  | —                | —                   | 1er tour (1/64)          | Aliaksandra Sasnovich    | —               | —            | —               | —                 |
| 2022  | 1er tour (1/64)  | Marta Kostyuk       | 3e tour (1/16)           | Sloane Stephens          | 3e tour (1/16)  | Ons Jabeur   | 1er tour (1/64) | Wang Xiyu         |
| 2023  | 1er tour (1/64)  | Taylor Townsend     | 2e tour (1/32)           | Mirra Andreeva           | 2e tour (1/32)  | Petra Martić | 1er tour (1/64) | Katie Boulter     |
| 2024  | 3e tour (1/16)   | Mirra Andreeva      | 2e tour (1/32)           | Elina Svitolina          | 1er tour (1/64) | Naomi Osaka  | 2e tour (1/32)  | Wang Yafan        |
| 2025  | 1er tour (1/64)  | Donna Vekić         | 1er tour (1/64)          | Robin Montgomery         | 3e tour (1/16)  | Sonay Kartal |                 |                   |

N.B. : à droite du résultat se trouve le nom de l'ultime adversaire.

### En double dames
| Année | Open d'Australie                                                                   | Open d'Australie                                                                        | Internationaux de France                                                                 | Internationaux de France                                                           | Wimbledon | Wimbledon                                                                           | US Open | US Open |
| ----- | ---------------------------------------------------------------------------------- | --------------------------------------------------------------------------------------- | ---------------------------------------------------------------------------------------- | ---------------------------------------------------------------------------------- | --------- | ----------------------------------------------------------------------------------- | ------- | ------- |
| 2017  | —                                                                                  | —                                                                                       | 1er tour (1/32) G. Morlet \|\| style="text-align:left;" \| K. Bertens J. Larsson         | —                                                                                  | —         | —                                                                                   | —       |         |
| 2018  | —                                                                                  | —                                                                                       | 1er tour (1/32) C. Burel \|\| style="text-align:left;" \| S. Errani K. Flipkens          | —                                                                                  | —         | —                                                                                   | —       |         |
| 2019  | —                                                                                  | —                                                                                       | 1/8 de finale F. Ferro \|\| style="text-align:left;" \| G. Dabrowski Xu Y.               | —                                                                                  | —         | —                                                                                   | —       |         |
| 2020  | —                                                                                  | —                                                                                       | 1er tour (1/32) L. Fernandez \|\| style="text-align:left;" \| N. Stojanović J. Teichmann | —                                                                                  | —         | —                                                                                   | —       |         |
| 2021  | —                                                                                  | —                                                                                       | 1er tour (1/32) M. Yerolymos \|\| style="text-align:left;" \| N. Melichar D. Schuurs     | —                                                                                  | —         | —                                                                                   | —       |         |
| 2022  | 1er tour (1/32) A. Cornet \|\| style="text-align:left;" \| A.L. Friedsam R. Olaru  | —                                                                                       | —                                                                                        | 2e tour (1/16) A. Cornet \|\| style="text-align:left;" \| A.Guarachi A. Klepac     | —         | —                                                                                   |         |         |
| 2023  | —                                                                                  | —                                                                                       | 1/8 de finale A. Cornet \|\| style="text-align:left;" \| Chan H.-c. L. Chan              | —                                                                                  | —         | 1er tour (1/32) C. Burel \|\| style="text-align:left;" \| E. Avanesyan K. Rakhimova |         |         |
| 2024  | 1er tour (1/32) C. Burel \|\| style="text-align:left;" \| E. Lechemia T. Korpatsch | 1er tour (1/32) M. Carlé \|\| style="text-align:left;" \| M. Bouzková S. Sorribes Tormo | 2e tour (1/16) E. Navarro \|\| style="text-align:left;" \| C. Dolehide D. Krawczyk       | 1/8 de finale H. Dart \|\| style="text-align:left;" \| V. Kudermetova C. Hao-ching |           |                                                                                     |         |         |
| 2025  | 2e tour (1/16) H. Dart \|\| style="text-align:left;" \| Chan H.-c. L. Kichenok     | 1/8 de finale C. Garcia \|\| style="text-align:left;" \| M. Andreeva D. Shnaider        |                                                                                          |                                                                                    |           |                                                                                     |         |         |

N.B. : le nom de la partenaire se trouve sous le résultat ; les noms des ultimes adversaires se trouvent à droite.

### En double mixte
| Année | Open d'Australie | Open d'Australie | Internationaux de France                                                       | Internationaux de France | Wimbledon | Wimbledon | US Open | US Open |
| ----- | ---------------- | ---------------- | ------------------------------------------------------------------------------ | ------------------------ | --------- | --------- | ------- | ------- |
| 2023  | —                | —                | 1er tour (1/16) H. Mayot \|\| style="text-align:left;" \| L. Stefani R. Matos  | —                        | —         | —         | —       |         |
| 2024  | —                | —                | 1er tour (1/16) H. Mayot \|\| style="text-align:left;" \| C. Burel H. Gaston   | —                        | —         | —         | —       |         |
| 2025  | —                | —                | 2e tour (1/8) H. Mayot \|\| style="text-align:left;" \| D. Krawczyk N. Skupski | —                        | —         | —         | —       |         |

N.B. : le nom du partenaire se trouve sous le résultat ; les noms des ultimes adversaires se trouvent à droite.

## Parcours en WTA 1000
Les tournois WTA « Premier Mandatory » et « Premier 5 » (entre 2009 et 2020) et WTA 1000 (à partir de 2021) constituent les catégories d'épreuves les plus prestigieuses, après les quatre levées du Grand Chelem. 

De 2009 à 2023, les tournois Premier Mandatory (dits tournois WTA 1000 obligatoires entre 2021 et 2023) regroupent Indian Wells, Miami, Madrid et Pékin, les autres constituant les tournois Premier 5 (tournois WTA 1000 non-obligatoires). À partir de 2024, le nombre de tournois WTA 1000 passe à 10 par saison (fin de l’alternance Doha / Dubaï), ces derniers devenant tous obligatoires et offrant tous 1000 points à la vainqueure (contre 900 points précédemment pour les tournois Premier 5).

### En simple dames
| Année |       |              |       |                          |                               |                              |                             |       |       |                          |                             |                             |
| Doha  | Dubaï | Indian Wells | Miami | Madrid                   | Rome                          | Canada                       | Cincinnati                  | Pékin | Wuhan | Wuhan                    |                             |                             |
| Doha  | Dubaï | Indian Wells | Miami | Madrid                   | Rome                          | Canada                       | Cincinnati                  | Pékin | Wuhan | Wuhan                    |                             |                             |
| Doha  | Dubaï | Indian Wells | Miami | Madrid                   | Rome                          | Canada                       | Cincinnati                  | Pékin | Wuhan | Wuhan                    |                             |                             |
| 2024  |       |              |       | 4e tour (1/8) M. Sákkari | 2e tour (1/32) B. Haddad Maia |                              | 1er tour (1/64) A. Blinkova |       |       | 2e tour (1/32) J. Pegula | 1er tour (1/32) H. Baptiste | 1er tour (1/32) H. Baptiste |
| 2025  |       |              |       |                          |                               | 2e tour (1/32) A. Kalinskaya |                             |       |       |                          |                             |                             |

Sous le résultat, l’ultime adversaire.
1. 1 2   Les tournois de Doha et Dubaï alternent le statut de tournoi WTA 1000 (ex Premier 5) entre 2009 et 2023 : les trois premières éditions ont lieu à Dubaï, les trois suivantes à Doha, puis Dubaï accueille le tournoi de cette catégorie les années impaires et Dubaï les années paires. De 2011 à 2023, la ville qui n’accueille pas de WTA 1000 organise à la place un tournoi WTA 500 (ex Premier).
2. 1 2 3 4 5 6   L’ordre de déroulement des tournois a évolué depuis 2009 : Rome se dispute avant Madrid et Cincinnati avant Montréal/Toronto jusqu’en 2010, tandis que Tokyo/Wuhan/Guadalajara ont lieu avant Pékin jusqu’en 2023.

## Parcours aux Jeux olympiques

### En simple dames
| # | Date       | Nom de l'olympiade         | Surface             | Résultat       | Ultime adversaire | Score    |          |
| - | ---------- | -------------------------- | ------------------- | -------------- | ----------------- | -------- | -------- |
| 1 | 27/07/2024 | Olympic Tennis Event Paris | Terre battue (ext.) | 2e tour (1/16) | Iga Świątek       | 6-1, 6-1 | Parcours |

### En double dames
| # | Date       | Nom de l'olympiade         | Surface             | Résultat      | Partenaire      | Ultimes adversaires         | Score            |          |
| - | ---------- | -------------------------- | ------------------- | ------------- | --------------- | --------------------------- | ---------------- | -------- |
| 1 | 27/07/2024 | Olympic Tennis Event Paris | Terre battue (ext.) | 2e tour (1/8) | Caroline Garcia | Sara Errani Jasmine Paolini | 5-7, 6-3, [10-8] | Parcours |

## Records et statistiques

### Victoires sur le top 10
Toutes ses victoires sur des joueuses classées dans le top 10 de la WTA lors de la rencontre.
| Légende      |
| ------------ |
| Grand Chelem |
| WTA 1000     |
| WTA 500      |
| WTA 250      |
| Fed Cup      |

| # | Rang  |  | Tournoi       | Année | Surface      |  | Adversaire         | Rang | Tour | Score         | Tableau |
| - | ----- |  | ------------- | ----- | ------------ |  | ------------------ | ---- | ---- | ------------- | ------- |
| 1 | no 97 |  | Roland Garros | 2022  | Terre battue |  | Barbora Krejčíková | no 2 | 1/64 | 1-6, 6-2, 6-3 | Tableau |

## Classements WTA en fin de saison
| Année          | 2017 | 2018 | 2019 | 2020 | 2021 | 2022 | 2023 | 2024 |
| Rang en simple | –    | 739  | 337  | 305  | 141  | 76   | 105  | 50   |
| Rang en double | 863  | 751  | 275  | 285  | 360  | 383  | 83   | 99   |

Source : (en) Classements de Diane Parry sur le site officiel de la Fédération internationale de tennis